# 梁楘
梁 楘（りょう ぼく、1392年 - 1461年）は、明代の官僚。字は叔車、号は松軒。本貫は吉州泰和県。

## 生涯
梁潜の子として生まれた。1436年（正統元年）、進士に及第した。刑部主事となり、冤罪事件の弁護を得意とした。推薦により広西按察副使に抜擢され、布政使に進んだ。将士が良民を殺して軍功として報告する事例が多発していたことから、梁楘は将士を諭して、難民ひとりを生かして連れ帰るごとに功一級に準じさせることとし、軍による加害を抑制した。田州土官の岑鑑兄弟が対立したため、梁楘はこれを和解させた。浙江左布政使に転じた。1460年（天順4年）、賈銓とともに政績卓異として挙げられた。1461年（天順5年）8月、死去した。享年は70。著書に『松軒集』があった。